# Partido de Moreno
Moreno es uno de los 135 partidos de la provincia argentina de Buenos Aires, en el centro-este de la provincia. Se encuentra al oeste de la ciudad de Buenos Aires, y forma parte de la  zona oeste de su área metropolitana conocida como Gran Buenos Aires. Su localidad cabecera es la ciudad homónima, hallándose a 36 km del centro de la Ciudad de Buenos Aires y a 85 km de La Plata, la capital provincial.

## Toponimia

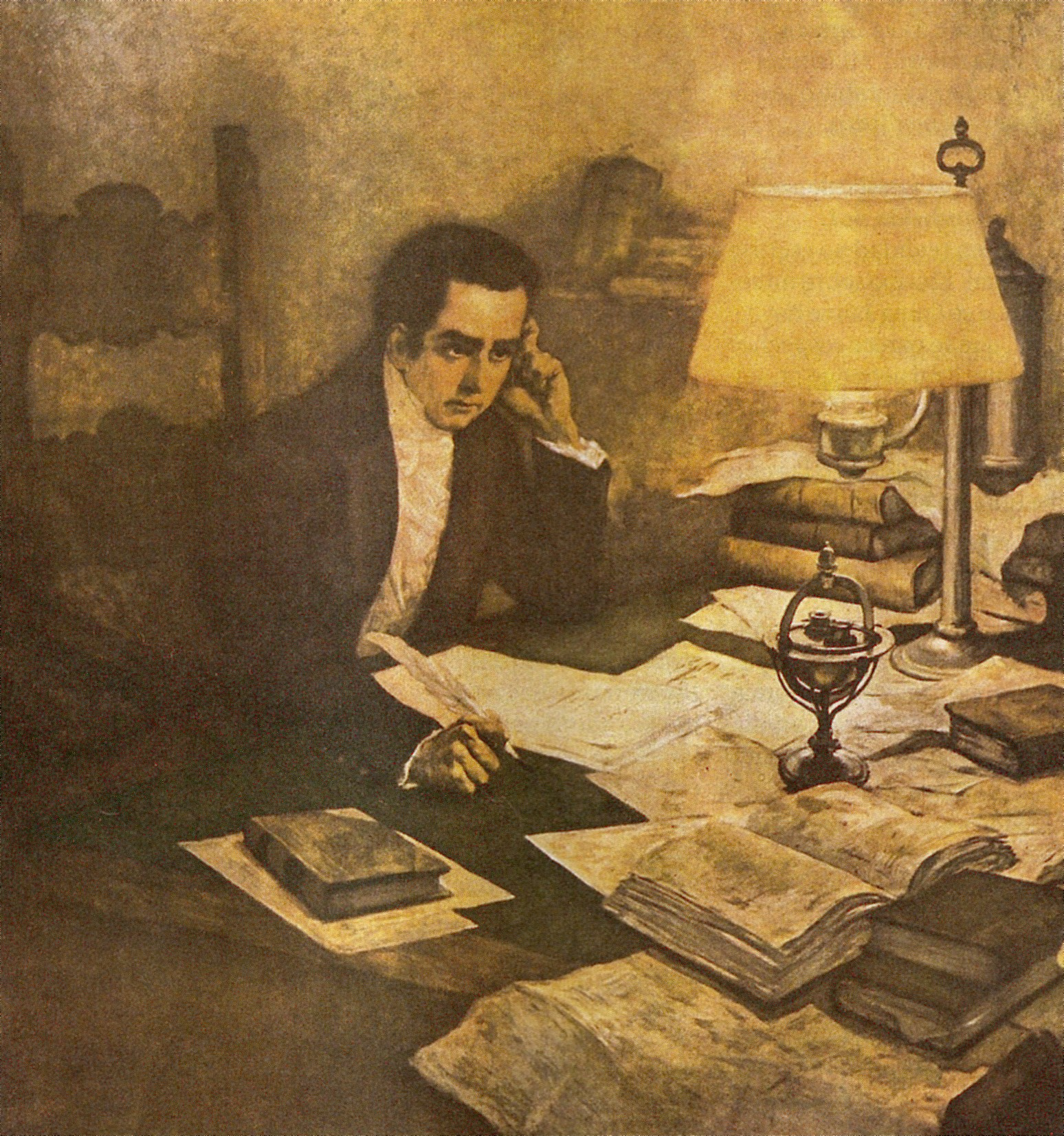
Mariano Moreno (1778-1811).

El distrito se denomina Moreno en homenaje al abogado, periodista y revolucionario argentino Mariano Moreno, uno de los personajes más importantes durante la época de la Revolución de Mayo en 1810.

## Historia
El 12 de abril de 1860, bajo el mandato del gobernador Felipe Llavallol, fue inaugurada oficialmente la estación Mariano Moreno del Ferrocarril al Oeste (en la actualidad línea Sarmiento). El tren realizó el recorrido desde la Estación del Parque (actual Teatro Colón) hasta Moreno. El viaje se realizó con dos formaciones de trenes. La primera guiada por la locomotora "La Constitución" y la segunda por "La Porteña".
En esa oportunidad se produjo la primera comunicación telegráfica en Argentina, desde la estación Del Parque a Moreno.
De acuerdo con lo que documenta Raúl Scalabrini Ortiz en su trabajo "La historia de los ferrocarriles argentinos", Amancio Alcorta no fue el fundador del partido de Moreno como generalmente se señala, sino que fue un político que lucró con las tierras, obtenidas por sus contactos de aquel entonces. Scalabrini cita al cónsul británico Thomas Hutchinson y su testimonio sobre el accionar del hacendado Alcorta.
Según datos que aporta este cónsul, Alcorta compró tierras a 6 libras por cuadra. Tras el arribo del ferrocarril revendió por loteo esos predios de su estancia Paso del Rey -cuyo casco es hoy el Museo Histórico Municipal que lleva su nombre y apellido- a 315 libras por cuadra, con casi 3 mil por ciento de diferencia a su favor. Todos esos terrenos estaban alrededor de la nueva estación. Por lo tanto, no donó cuatro manzanas de terreno para el ferrocarril, sino que las devolvió al Estado Nacional.
Como senador de la Nación, don Alcorta –a quien la historia patricia que sus hijos hicieron contar, sigue reconociendo como el fundador del pueblo- conocía de antemano cuál iba a ser el paso del "camino de fierro" y actuó en consecuencia. 
El libro "Alcorta, la élite y la herencia recibida", del profesor de Historia Javier Salcedo, aporta documentación histórica sobre el tema. En este libro se informa sobre María Ambrosia Ferreira, una cuidadora de ganado lanar que desapareció, luego de intentar comprar los campos que arrendaba, que por entonces pertenecían a los mercedarios. Alcorta en cambio, sí pudo realizar la operación. Los papeles de Ambrosia fueron encontrados, años más tarde, entre los de don Amancio. Fue la primera asesinada-desaparecida de estas tierras.
En los primeros años, con la venta de los lotes que estaban alrededor de la estación Mariano Moreno, tierras que por aquel entonces pertenecían al Partido de Luján desde 1755, incrementó notablemente la población. Habiendo surgido una comunidad nueva dentro de Luján, con características atípicas ya que esta comunidad tuvo una gran influencia de la Ciudad de Buenos Aires, ya que su crecimiento en los años en que fue la terminal del Ferrocarril del Oeste, le marcaba a su población un abismo en relación con el esquema tradicional de vida en la antigua Villa de Luján. La gran distancia entre ellas, dificultaba el gobierno y otros aspectos de la vida cotidiana como el religioso, judicial, etc.
Algunos de estos fueron los fundamentos que originaron la ley que estableció la división de los Partidos de la Campaña al interior del Salado.

### Fundación como distrito
El partido de Moreno se crea cercenando una extensión del Cuartel IV de la jurisdicción de la Villa de Luján; conformado también por el partido de General Rodríguez que se desprenderá de Luján en 1878.
El 25 de octubre de 1864, el Senado de la Provincia de Buenos Aires aprobó el proyecto de ley, quedando dividida la provincia en cuarenta y cinco Partidos, así surgieron por Decreto entre otros, los Partidos de Moreno, Las Heras, Suipacha, Merlo, Chacabuco y Ramallo. Siendo el gobernador Mariano Saavedra el 24 de febrero de 1865 quien firmó el decreto que estableció los nombres de los ocho nuevos Partidos creados, con sus nombres y límites.
La superficie designada para el nuevo Partido de Moreno fue mucho mayor que en la actualidad, hasta que en 1878 y 1889, se crea el Partido de  General Sarmiento - luego dividido-, quitándose tierras a Moreno para crear los espacios de aquellos.

## Símbolos

### Escudo
El escudo oficial del Partido de Moreno fue adoptado por medio de la Ordenanza n.º 252 del año 1965. La idea de poseer este emblema surgió en ocasión de cumplirse el Centenario de la Creación del Partido (25 de octubre de 1864). Para ello fue organizado un concurso en el que resultó ganador el presentado por dos vecinos: el Sr. Saturnino Frías y el artista plástico local Sr. Luis Pozzi. No se trata de un verdadero escudo heráldico pues no respeta las normas que dicta dicha disciplina. Lo mismo ha ocurrido en la mayoría de los escudos provinciales y municipales de todo el país. Sin embargo su diseño ha tenido siempre buena aceptación de la gente a nivel local.

### Heráldica
El escudo tiene forma de cuadrilongo con ángulos inferiores redondeados y apuntado, adiestrado en palo y cortado, timbrado.
En el primer cuartel sobre tapiz de azur una estatua de Mariano Moreno de pie sobre basamento de varios escalones, cuadrangular sobre un círculo, el todo de plata y forros de sable.
Trae en el segundo cuartel sobre tapiz de azur celeste disminuido de plata una carreta de su color tirada por cuatro bueyes de plata y su color orientado a la diestra en un río (Reconquista) caudal de azur y ondas de plata con márgenes de su color.
En el tercer cuartel lleva sobre tapiz de azur celeste disminuido de plata una locomotora antigua (La Porteña) con su chimenea humeante todo de plata (gris) tirando dos vagones de ferrocarril de pasajeros de su color y ventanas de oro orientado a la diestra sobre rieles de sable y en una elevación de tierra de su color y gules.
Trae en la faja de la punta sobre tapiz de plata (gris) una cruz romana de plata y cuatro cuentas de plata sobre ella.
Ornamentos; como timbre una divisa de plata (gris) en su parte central con un lema toponímico de letras capitales de sable continuada con una cinta terciada en faja de azur celeste y plata plegada sobre sí misma por dos a cada lado y extremos cortados en ángulo.

### Simbología
La estatua de Mariano Moreno, expresa, en primer lugar, la idea del fundador del pueblo de honrar la memoria del Secretario de la Junta de Gobierno de 1810. Va incluida, además, por tratarse de un monumento que tiene méritos suficientes para ser considerado histórico, pues es el primero del prócer que se levantó en el país, habiendo constituido su inauguración -prestigiada por diversas personalidades, encabezadas por el Presidente Avellaneda- 
un verdadero acontecimiento; y, por considerarse, dada su característica conformación y el arte con que ha sido realizado, el motivo más representativo de nuestra ciudad.[cita requerida]
La carreta, atravesando un río, simboliza el nombre de la estancia, en cuyos campos fundó Don Amancio Alcorta el pueblo de Moreno, la que denominó "Paso del Rey" por ser lindera al Río de las Conchas (hoy Reconquista), y que en aquellas épocas se cruzaba por un vado nombrado así según autorizadas versiones desde el tiempo de los soldados de Garay.
La reproducción del primer ferrocarril, que figura en el otro cuartel, representa el momento de la fundación del pueblo, que se produjo al inaugurarse, el 12 de abril de 1860, el tramo de la línea ferroviaria que tenía aquí su estación terminal.
El rosario, dibujado en el cuartel que ocupa la punta del Escudo, simboliza a la Virgen de esta advocación, Excelsa Patrona de Moreno.

## Himno a Moreno
Saludemos al sol de este día
que a los pueblos del Sud ilumina.
Este día en la historia argentina
de progreso una fecha marcó;
la que Alcorta aquí en acto solemne,
realizando un ideal como bueno
con el nombre inmortal de Moreno,
esta hermosa comarca fundó.

Con unánime voz aplaudamos
la obra cívica y noble de Alcorta
que a la vez preconiza y exhorta
de su autor el ejemplo a seguir.
En la patria de Alberdi y Sarmiento,
la moral de ese ejemplo enseñemos,
su gloria condigna obtendremos
cual Moreno la supo adquirir.
Con banderas, con palmas y flores
a su estatua doceles alcemos,
de ella en torno nuestro himno cantemos
nuestro encomio resuene en su honor
que este pueblo cumpleaños lo dice,
la leyenda que el arte dejara
que sublima el procero esplendor.

Burilada en el mármol del ara
como premio que el mérito alcanza
del tribuno el renombre perdura
elogiar la filial gratitud.
Si triunfante su dogma patriótico
de alta prez nos dejó por herencia
que sea norma de nuestra existencia
del deber de imitar su virtud.
Benito V. Corvalán  -  Moreno, 1919

## Geografía

### Límites
Ubicado en la Zona Oeste del Gran Buenos Aires. Limita con los partidos de General Rodríguez, Pilar, San Miguel, José C. Paz, Ituzaingó, Marcos Paz y Merlo.

### Sismicidad
La región responde a la «subfalla del río Paraná», y a la «subfalla del río de la Plata», con sismicidad baja; y su última expresión se produjo el 5 de junio de 1888 (137 años), a las 3.20 UTC-3, con una magnitud aproximadamente de 5,0 en la escala de Richter (terremoto del Río de la Plata de 1888).

### Hidrografía
El río Reconquista tiene su nacimiento en la confluencia de los arroyos La Choza y Durazno en el partido de Marcos Paz. Poco después se suma a estos el arroyo La Horqueta, último tributario aguas arriba de la represa Ingeniero Roggero que con su lago artificial (lago San Francisco) y construida en el límite de los partidos de General Rodríguez, Marcos Paz, Moreno y Merlo, es el límite de la cuenca alta del río.
Una vez formado el cauce principal solo recibe caudales de cierta importancia por parte de los Arroyos Las Catonas y Morón en la cuenca media.
A partir de aquí comienza la cuenca baja la que continúa en el río Luján. En este sector el cauce se bifurca en dos cursos, el río Tigre y un canal artificial, denominado canal Aliviador (conocido como canal Namby Guazú y más tarde Cancha Nacional de Remo), que une sus aguas a las del río Luján que, a su vez desemboca, tras pocos kilómetros de recorrido, en el Río de la Plata.
Las características de este río son típicas de un curso de llanura, y su caudal puede variar entre 69.000 m/día y 1.700.000m/día. y su cuenca se encuentra territorialmente conformada por casi la totalidad de los partidos de: San Fernando, Hurlingham, Ituzaingó y San Miguel con alrededor del 100% dentro de la cuenca. Los demás partidos que se encuentran parcialmente influenciados por ella son: San Isidro, Moreno, Gral. Rodríguez, Morón, Gral. San Martín, Partido de Merlo, Tres de febrero, Gral. Las Heras, Tigre, Marcos Paz, Malvinas Argentinas, José C. Paz, Luján, Vicente López, Navarro y Mercedes.

## Población
Según los resultados definitivos del censo de 2022 la población del partido alcanza los 576.632 habitantes.
| Gráfica de evolución demográfica de Partido de Moreno entre 1869 y 2022 |
|                                                                         |
| Fuente: censos nacionales del INDEC                                     |

## Localidades del Partido
- Moreno (ciudad cabecera)
- La Reja
- Francisco Álvarez
- Cuartel V
- Trujui
- Paso del Rey

## Cuarteles
Para fines catastrales el partido se divide en seis cuarteles denominados: Cuartel I, Cuartel II, Cuartel III, Cuartel IV, Cuartel V y Cuartel VI.

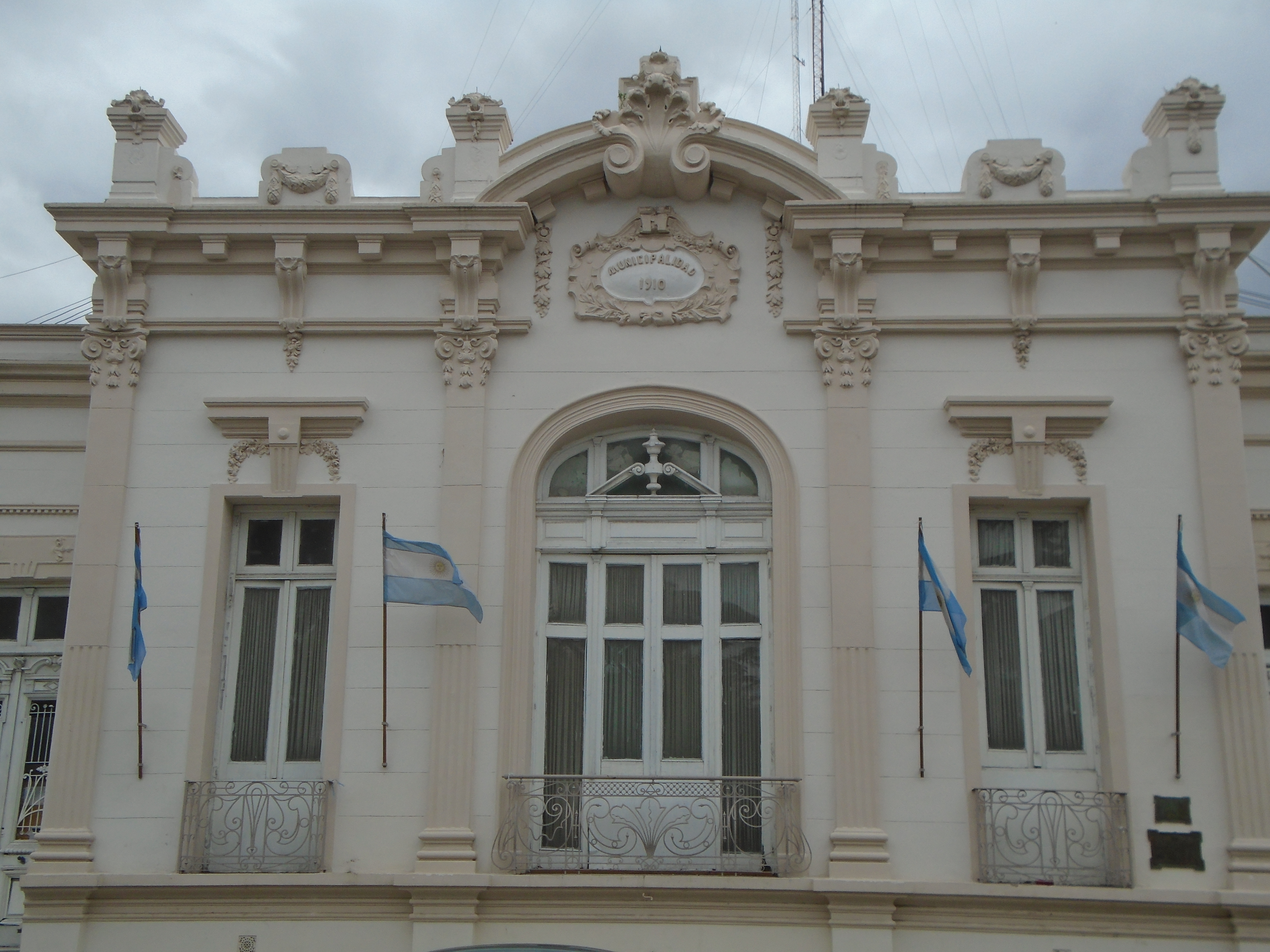
Palacio Municipal de Moreno.

## Gobierno

### Concejo deliberante de Moreno
Al igual que los 135 distritos de la Provincia de Buenos Aires, el partido de Moreno está a cargo de un intendente, un concejo deliberante con 24 concejales, y un consejo escolar con 10 consejeros escolares. Tanto el Concejo Deliberante como el Consejo Escolar se renuevan por mitades cada 2 años. El intendente tiene un mandato que dura cuatro años y puede ser reelegido indefinidamente, este es electo mediante el voto en las Elecciones Nacionales de la República Argentina que se celebran cada cuatro años.
El Concejo Deliberante está conformado de la siguiente manera:
| Bloques | Bloques                                   | Integrantes (2023-2025) |
| ------- | ----------------------------------------- | ----------------------- |
|         | Unión por la Patria                       | 13                      |
|         | Juntos por el Cambio                      | 6                       |
|         | La Libertad Avanza                        | 3                       |
|         | Frente de Izquierda y de los Trabajadores | 2                       |

El Concejo Deliberante también está conformado por las siguientes comisiones internas:
| Comisiones Internas                     | Presidentes     |
| --------------------------------------- | --------------- |
| Seguridad                               | Gastón Fraga    |
| Derechos, Garantías y Asuntos Laborales | Gastón Fraga    |
| Bienestar Social y Salud                | Zulma Gil       |
| Asuntos Legales                         | Federico Fongi  |
| Tránsito y Transporte                   | Noemí Aguilera  |
| Hacienda y Presupuesto                  | Lucas Franco    |
| Tierra y Vivienda                       | Noemí Aguilera  |
| Ecología y Medio Ambiente               | Zulma Gil       |
| Relaciones con Entidades Intermedias    | Magalí La Torre |
| Seguimiento de Transporte La Perlita    | Noemí Aguilera  |

El Consejo Escolar está conformado de la siguiente manera:
|  | Bloques              | Integrantes (2023-2025) |
|  | Unión por la Patria  | 6                       |
|  | Juntos por el Cambio | 2                       |
|  | La Libertad Avanza   | 2                       |

### Intendentes de Moreno desde 1983
| Intendente                 | Mandato   | Partido               |
| -------------------------- | --------- | --------------------- |
| Héctor Ibáñez              | 1983-1987 | Partido Justicialista |
| "Coco" Lombardi            | 1987-1991 | Partido Justicialista |
| Julio Antonio Asseff       | 1991-1995 | Unión Vecinal         |
| Mariano West               | 1995-2003 | Partido Justicialista |
| Andrés Arregui (fallecido) | 2003-2011 | Partido Justicialista |
| Mariano West               | 2011-2015 | Partido Justicialista |
| Walter Festa               | 2015-2019 | Partido Justicialista |
| Mariel Fernández           | 2019-     | Partido Justicialista |

## Transportes y movilidad

### Rutas

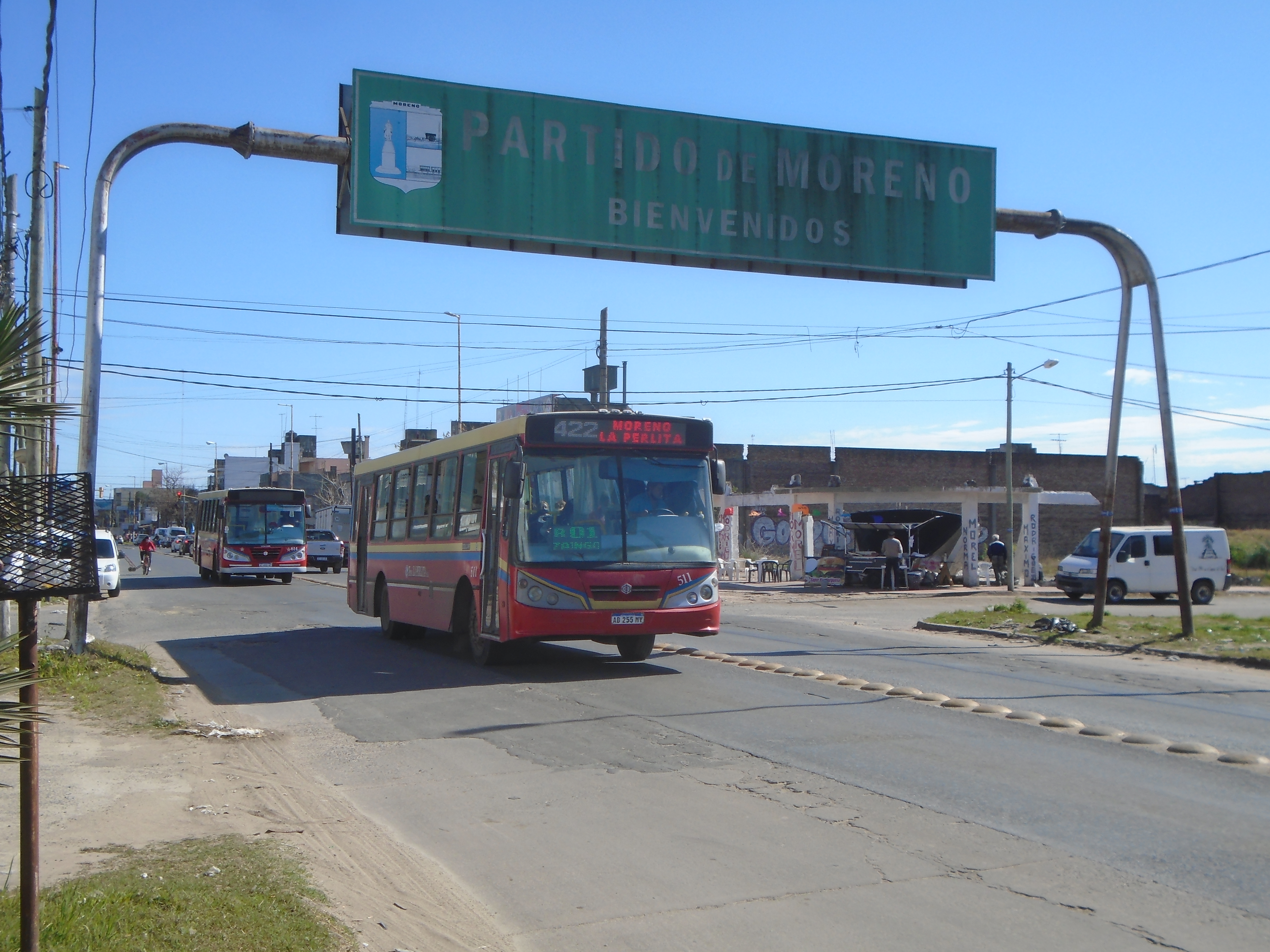
Entrada al partido de Moreno por la ex Ruta Nacional 7 (Paso del Rey).

- Acceso Oeste a Ciudad de Buenos Aires, Luján, Mendoza y La Pampa
- Ruta Provincial 7 a Ciudad de Buenos Aires y Luján
- Ruta Provincial 23 a San Miguel y Tigre
- Ruta Provincial 24 a General Rodríguez y Tigre
- Ruta Provincial 25 a Pilar, Belén de Escobar y Campana

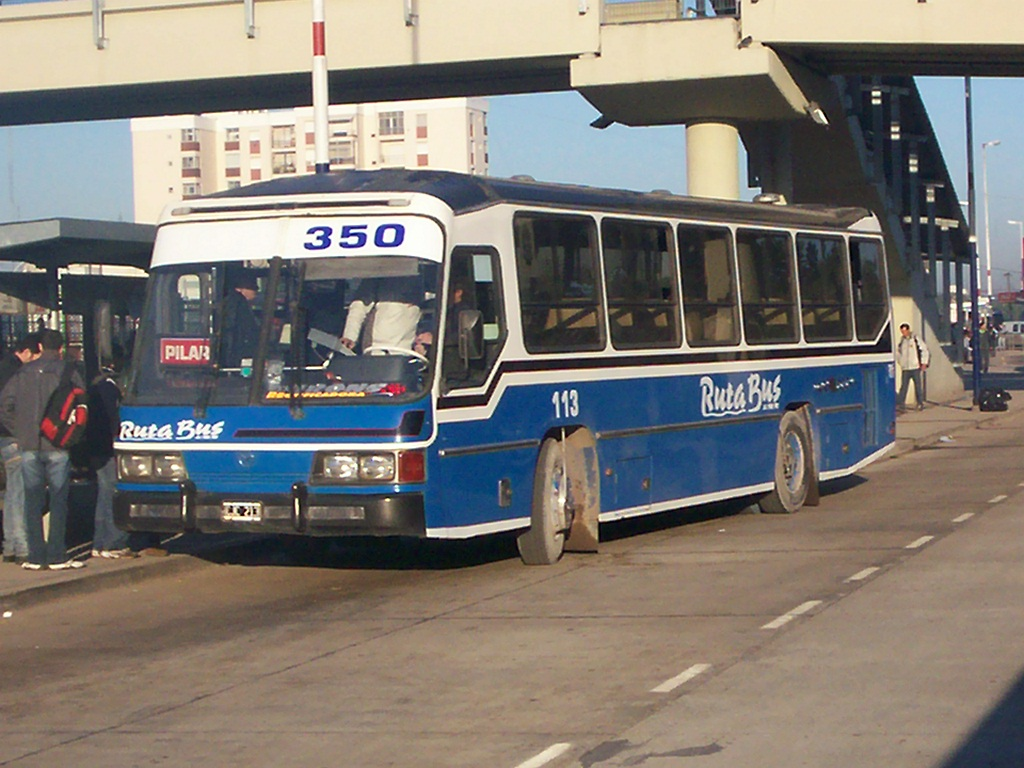
Colectivo de la línea 350, cuyo recorrido une al partido de Moreno con el de Pilar.

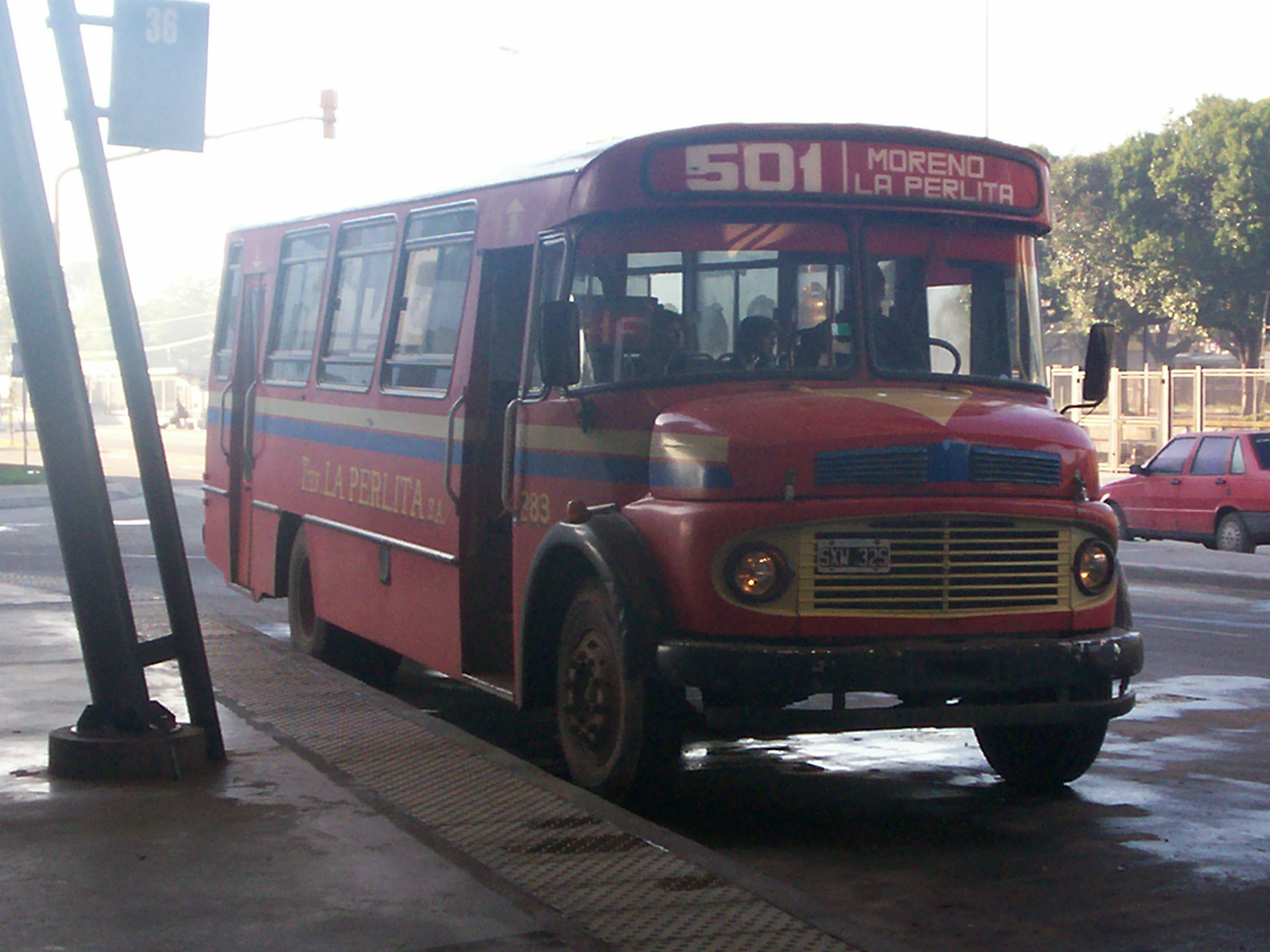
Colectivo de la línea 501, de la empresa La Perlita.

### Transporte público

#### Colectivos
- Línea 57 única línea nacional que une el partido con la Ciudad de Buenos Aires, también con Luján, Mercedes, San Miguel, San Isidro.
- Línea 203 une Moreno con San Miguel, Don Torcuato, San Fernando, San Isidro, Vicente López y Luján.
- Línea 269 une Moreno con Morón.
- Línea 288 une la localidad merlense de Río Alegre con el centro del partido.
- Línea 302 une Moreno con Morón, Ramos Mejía y Liniers.
- Línea 311 une la localidad Sanmiguelense de Santa Brígida con el centro
- Línea 312 une el centro con Merlo e Ituzaingó.
- Línea 329 une Moreno con Merlo.
- Línea 350 une con el Partido de Pilar.
- Línea 365 une Cuartel V con Vicente López y General Rodríguez.
- Línea 410 une Moreno con General San Martín.
- Línea 422 une Moreno con Ituzaingó, Merlo y General Rodríguez.
- Línea 501, única línea comunal del partido.

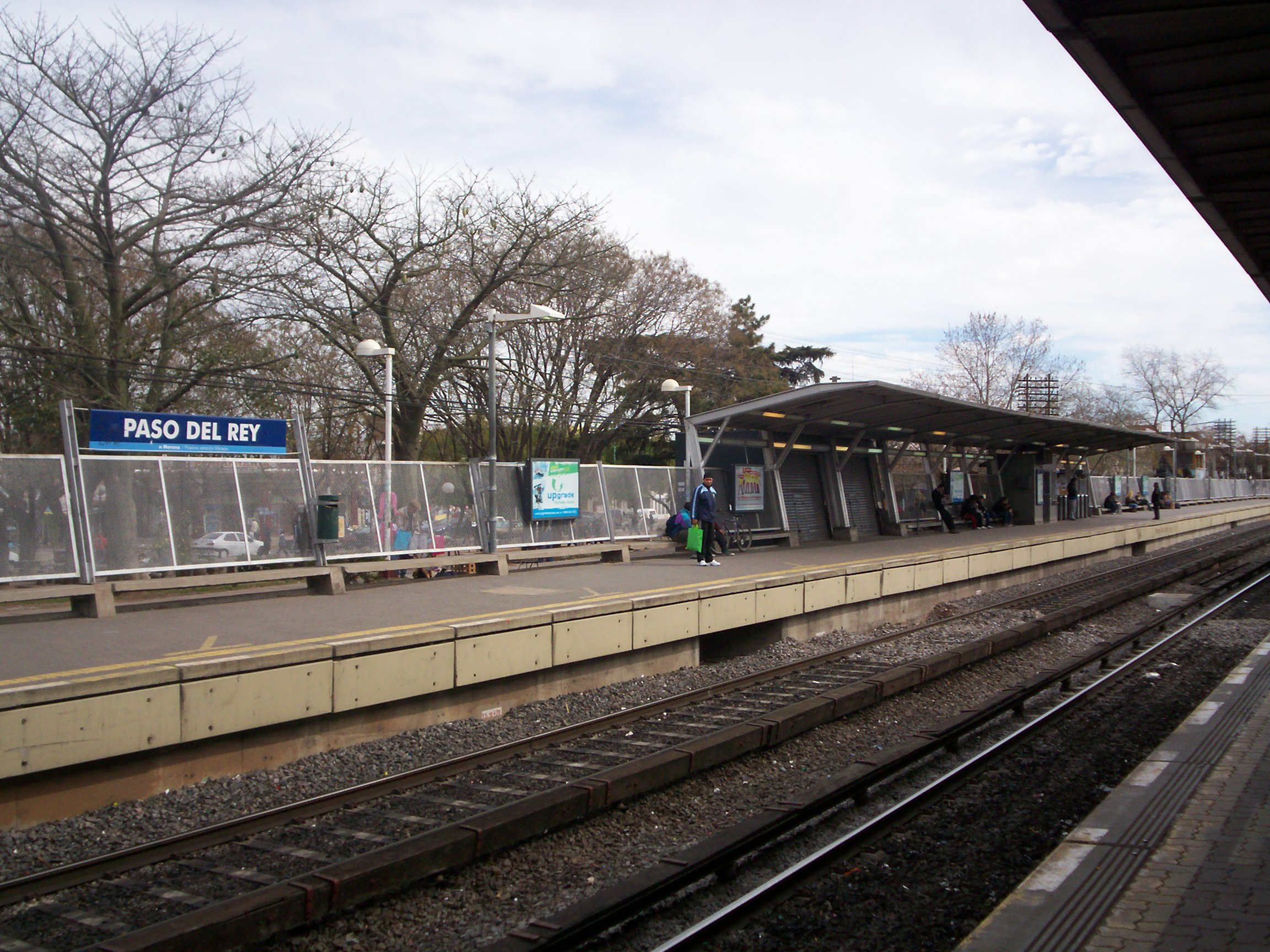
Estación Paso del Rey del FFCC Sarmiento.

#### Ferrocarril

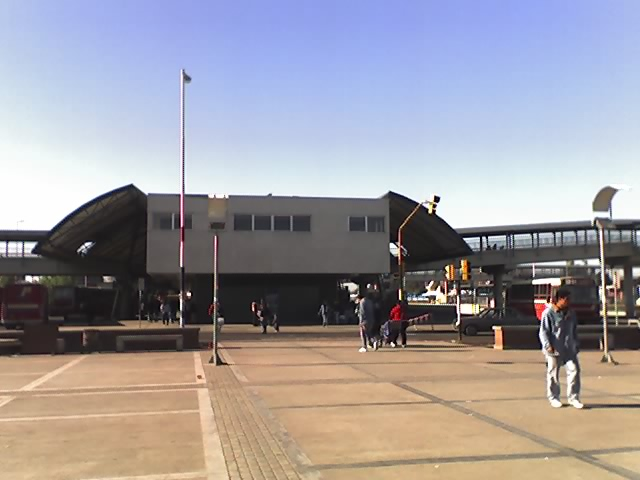
Centro de Transbordo Moreno.

El municipio es atravesado de este-oeste por el Ferrocarril Domingo Faustino Sarmiento (FCDFS). Moreno cuenta con dos estaciones que se encuentran dentro del ramal eléctrico el cual tiene la cabezada en la ciudad de Moreno y recorre 5 municipios hasta llegar a la cabecera en Once Es también  cabecera del ramal diesel hacia la ciudad de Mercedes, de la cual la separan 13 paradas y 62 km.
Estaciones ramal Once -  Moreno
- Estación Paso del Rey
- Estación Moreno

Estaciones ramal Moreno - Mercedes
- Parada La Reja
- Estación Francisco Álvarez

#### Centros comerciales
- Nine Shopping
- Moreno Shopping Center

## Universidad Nacional de Moreno (UNM)
Ubicada en el corazón del Distrito, la Universidad Nacional de Moreno funciona en un predio de 23 hectáreas, en una amplia sede que concentra todas las dependencias académicas y administrativas.
En un predio que perteneció al ex Instituto Mercedes de Lasala y Riglos, la arquitectura actual reúne modernidad con historia. La vida universitaria se despliega tanto en edificios nuevos que incorporan equipamiento de última generación como en las instalaciones originales, que fueron adecuadamente refuncionalizadas manteniendo su valor como patrimonio cultural.